# Una storia di notte
Una storia di notte è un film del 1964 diretto da Luigi Petrini.